# Adriana Partimpim
 (janvier 2017).
Si vous disposez d'ouvrages ou d'articles de référence ou si vous connaissez des sites web de qualité traitant du thème abordé ici, merci de compléter l'article en donnant les références utiles à sa vérifiabilité et en les liant à la section « Notes et références ».
Albums de Adriana Calcanhotto
Perfil
(2003) Adriana Partimpim - O Show
(2005)
Adriana Partimpim est le huitième album et le premier de chansons enfantines de la chanteuse et auteure-compositrice Adriana Calcanhotto, sorti en 2004.
Adriana Calcanhotto utilise, pour le titre de cet album, l'hétéronyme Adriana Partimpim, surnom que lui avait donné son père durant son enfance.

## Liste des titres
| 1.    | Lição de Baião            | 3:16 |
| 2.    | Oito Anos                 | 3:08 |
| 3.    | Lig-Lig-Lig-Lé            | 2:38 |
| 4.    | Fico Assim Sem Você       | 3:08 |
| 5.    | Canção da Falsa Tartaruga | 4:07 |
| 6.    | Formiga Bossa Nova        | 2:28 |
| 7.    | Ciranda da Bailarina      | 4:49 |
| 8.    | Ser de Sagitário          | 3:03 |
| 9.    | Borboleta                 | 2:30 |
| 10.   | Saiba                     | 3:01 |
| 30:07 |                           |      |